# Kalanchoe lobata
Kalanchoe lobata är en fetbladsväxtart som beskrevs av R.B. Fernandes. Kalanchoe lobata ingår i släktet Kalanchoe och familjen fetbladsväxter. Inga underarter finns listade i Catalogue of Life.